# موزه هنر سن آنتونیو

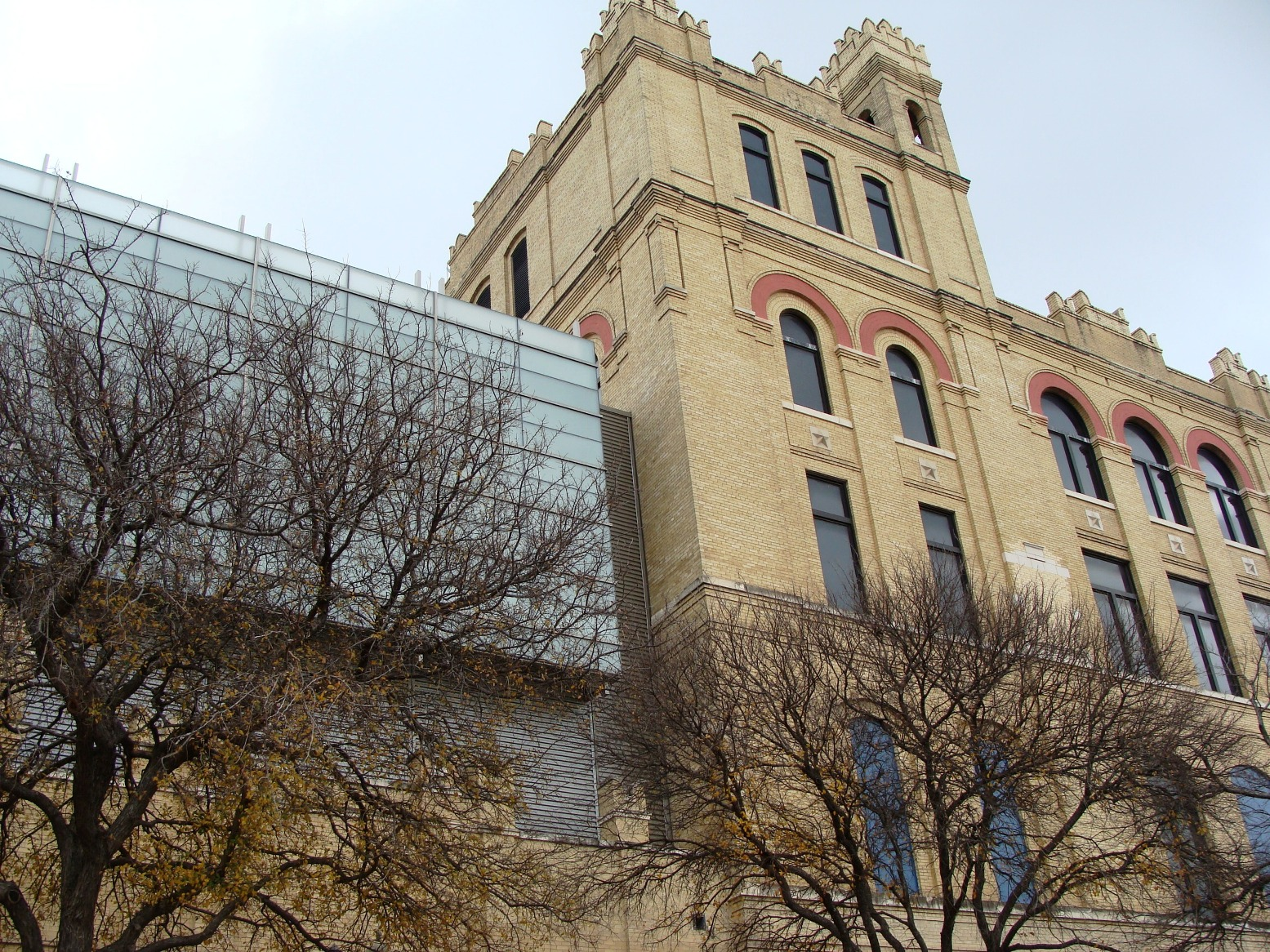

موزه هنر سن آنتونیو (به انگلیسی: San Antonio Museum of Art) یک موزه هنر در شهر سن آنتونیو در تگزاس در ایالات متحده آمریکاست. 
ساختمان این موزه (که در ۱۹۸۱ به‌طور مستقل گشایش یافت) سابقاً یک کارخانهٔ مشروب سازی بود، و در ۲۰ سال اخیر بشدت توسعه یافته است. این موزه امروزه بزرگترین کلکسیون هنرهای آسیایی در میان تمام ایالات جنوبی آمریکا را داراست.
کلکسیون هنرهای ایرانی قبل و بعد از اسلام در این موزه نیز بسیار قابل توجه است.

## نگارخانه

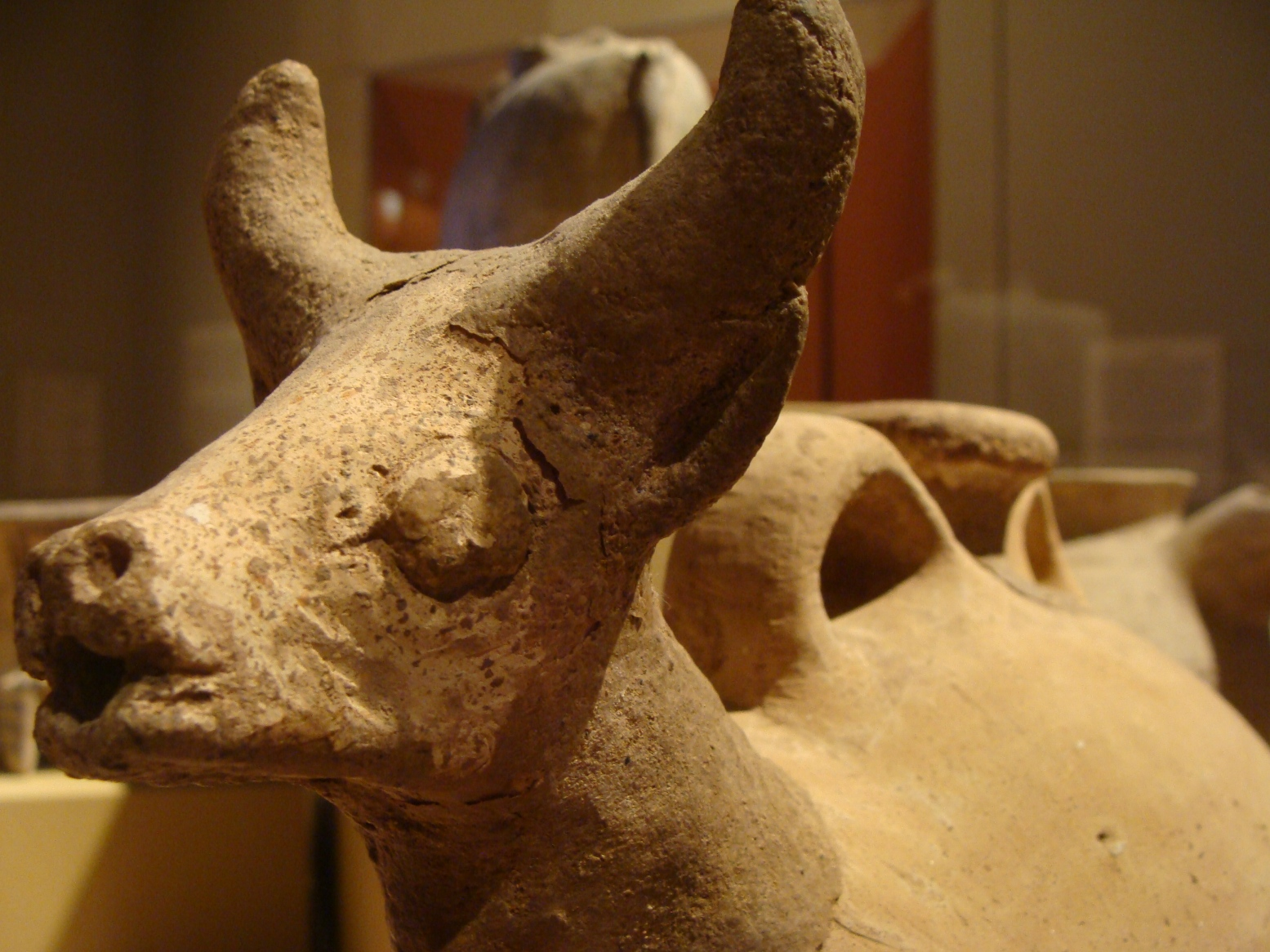
آثار سفالی ایران، قرن ۸-۱۰ قبل از میلاد.
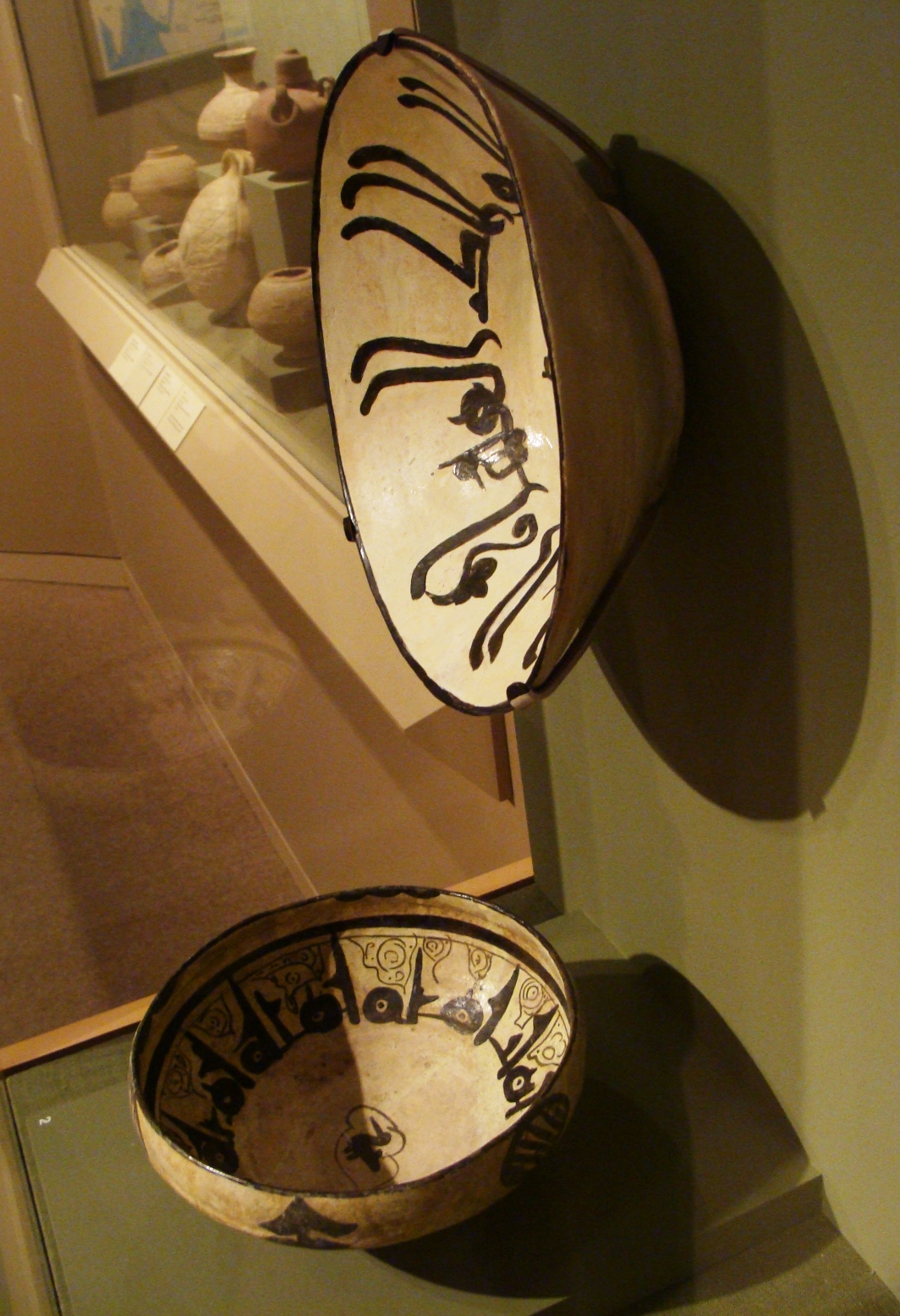
کاسه با خطوط کوفی، نیشابور، قرن دهم میلادی.
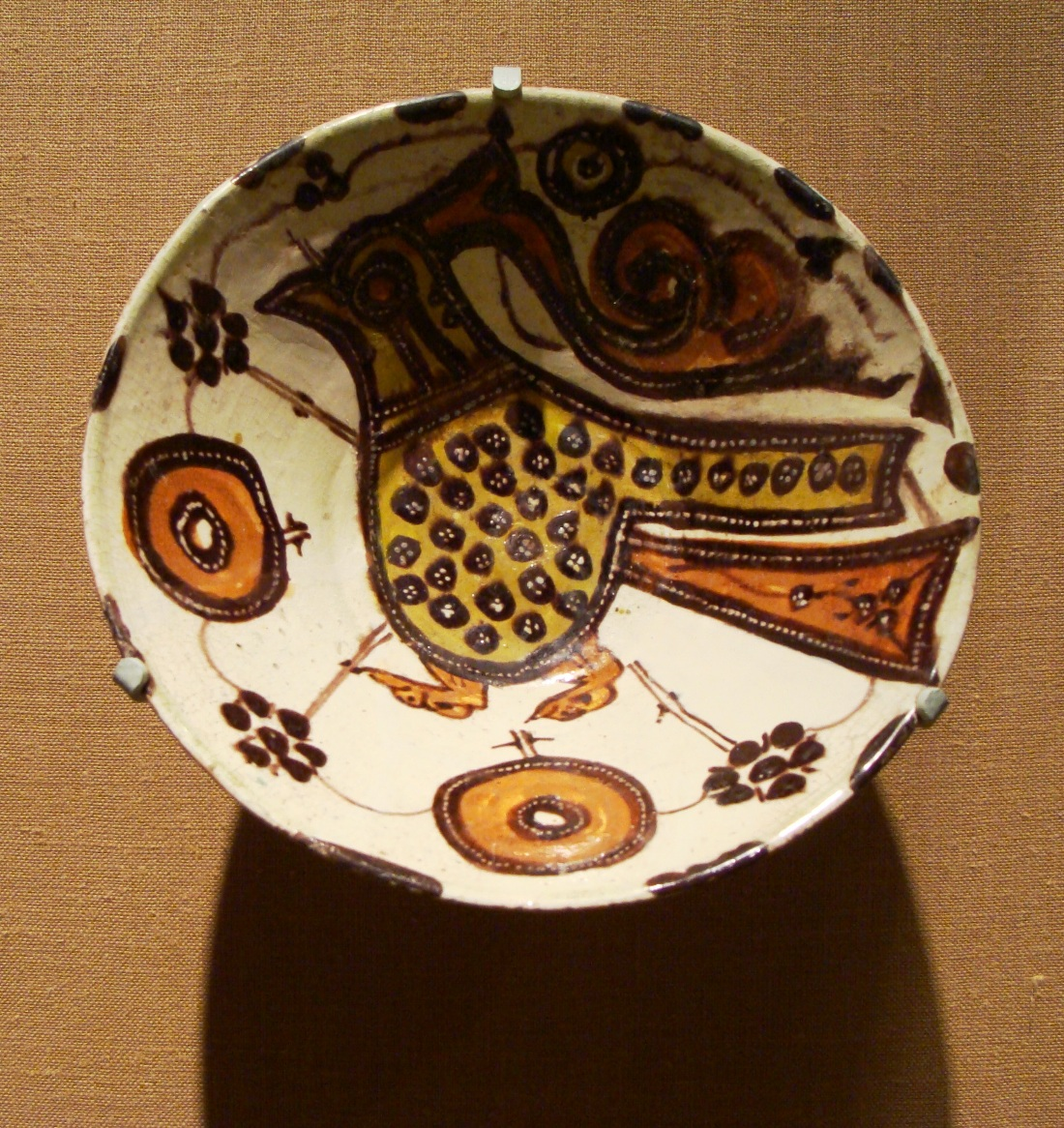
کاسه با نقش پرنده. قرن ۱۱ میلادی از ناحیه مازندران.
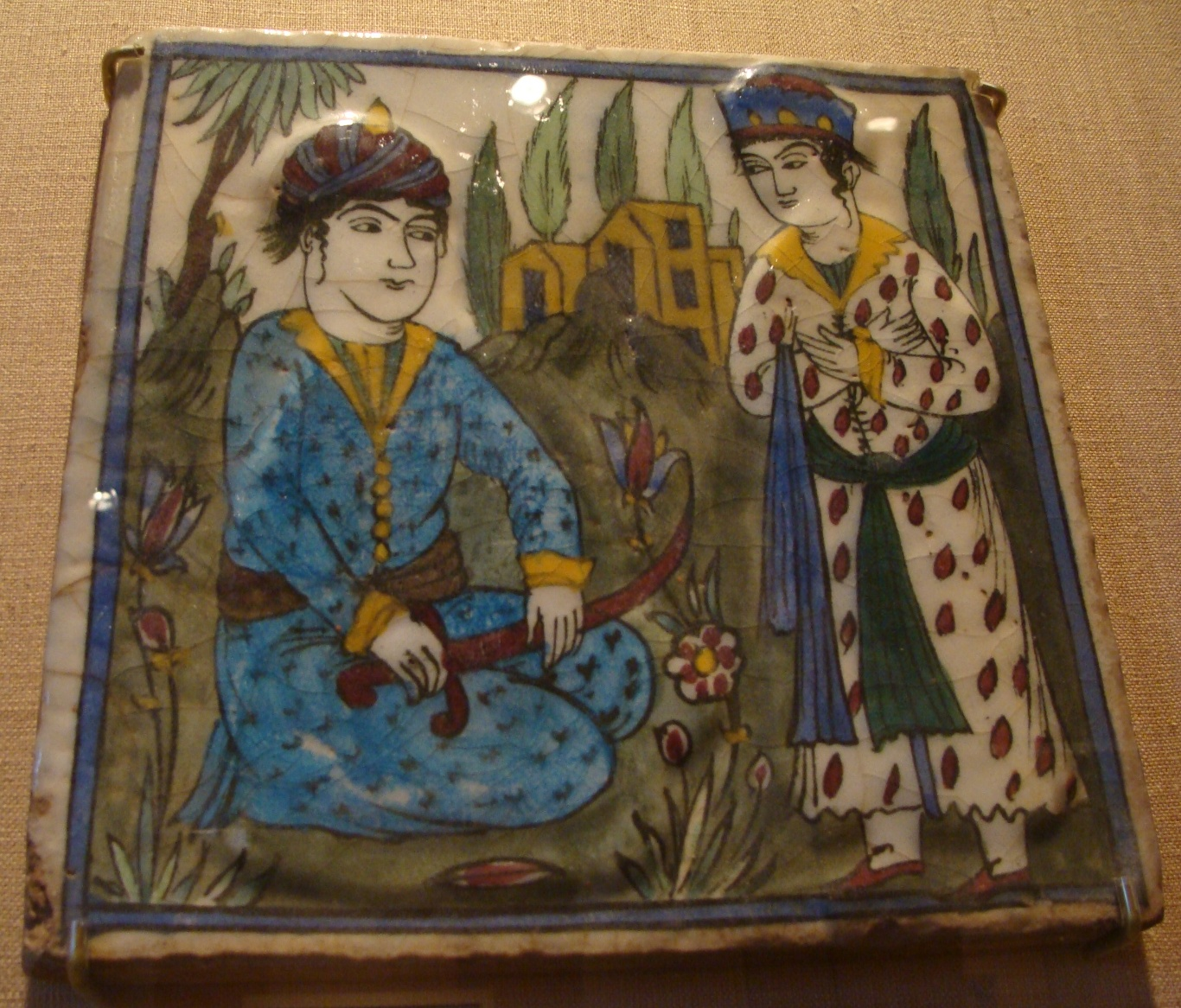
کاشی نقش دار. دوره قاجار

## جستارهای مربوطه
- موزه هنر مک‌نی